# PS3 Media Server
PS3 Media Server ist ein quelloffener DLNA-kompatibler UPnP-Streaming-Server. Ursprünglich in Java für die PlayStation 3 geschrieben, wurde er für andere Geräte erweitert, etwa die Xbox 360, diverse Fernseher von Samsung, Sony, Pioneer und Philips, sowie mobile Endgeräte. Das Streaming und die Transkodierung vieler verschiedener Audio- und Videoformate wird durch Rückgriff auf die Pakete MPlayer und FFmpeg erreicht.

## Auszeichnungen
- Dezember 2010 – Best Personal Media Streaming Tool in einer Leserumfrage auf lifehacker.com[1]